# Antonov An-38
L'Antonov An-38 (in cirillico Антонов Ан-38) è un aereo di linea regionale bimotore turboelica sviluppato dall'azienda ucraina Antonov nei primi anni novanta ed attualmente commercializzato dalla Novosibirsk Aircraft Production Association (NAPO).
Sviluppo del precedente An-28, avviato per introdurre sul mercato dell'aviazione civile un modello in grado di sostituire i pari ruolo al termine della loro vita operativa, se ne differenzia essenzialmente per l'allungamento della fusoliera e del conseguente aumento della quantità di posti a disposizione dei passeggeri e della capacità di carico.
Il primo volo è stato effettuato il 23 giugno 1994, mentre la certificazione internazionale è stata concessa nel 2000.

## Storia
La progettazione dell'An-38 ha inizio sin dal 1989, quando i progettisti dell'azienda ucraina comprendono che c'è la richiesta di velivoli come l'An-28, ma con una capacità di carico di almeno 25-30 passeggeri. Il primo prototipo venne presentato durante il Paris Air Show del 1991.

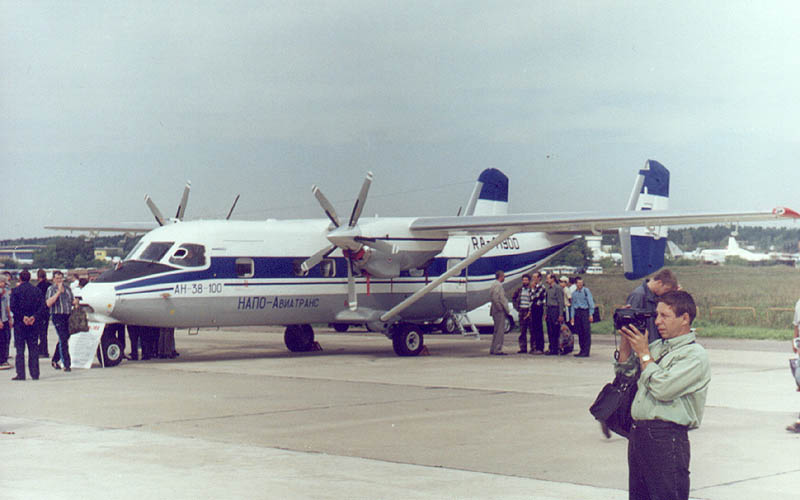
L'Antonov A-38-100 in esposizione al MAKS 1999 di Mosca.

L'Antonov An-38 ha un design molto simile al suo predecessore l'Antonov An-28, in particolar modo i due velivoli condividono il profilo delle ali e la coda, ma la fusoliera è stata allungata e vari accorgimenti tecnici hanno permesso diversi miglioramenti rispetto alla precedente versione. È stato diminuito il consumo di carburante, migliorato il comfort e isolati acusticamente gli interni, diminuendo così il rumore interno. Inoltre per permettere il miglior funzionamento anche in condizioni avverse, sono stati introdotti alcuni accorgimenti come un radar meteorologico, sofisticati sistemi di navigazione e pneumatici a bassa pressione che consentono all'apparecchio di operare in aeroporti più primitivi, per esempio dove la pista non è perfettamente asfaltata oppure in presenza di ghiaccio o neve.

## Versioni
An-38-100
versione da trasporto multiruolo equipaggiata con due motori turboelica AlliedSignal-Honeywell TPE331-14GR-801E da 1 500 shp (1 118 kW) ciascuno abbinati ad eliche Hartzell a cinque pale.
An-38-110
come la An-38-100 ma dotato di avionica semplificata.
An-38-200
versione da trasporto multiruolo equipaggiata con due motori turboelica Omsk TVD-20 da 1 380 shp (1 030 kW) abbinati ad eliche Aerosila.
An-38-210
come la An-38-200 ma dotato di avionica semplificata.
An-38D (Ан-38Д)
versione da trasporto multiruolo destinata al mercato dell'aviazione militare.

## Galleria d'immagini

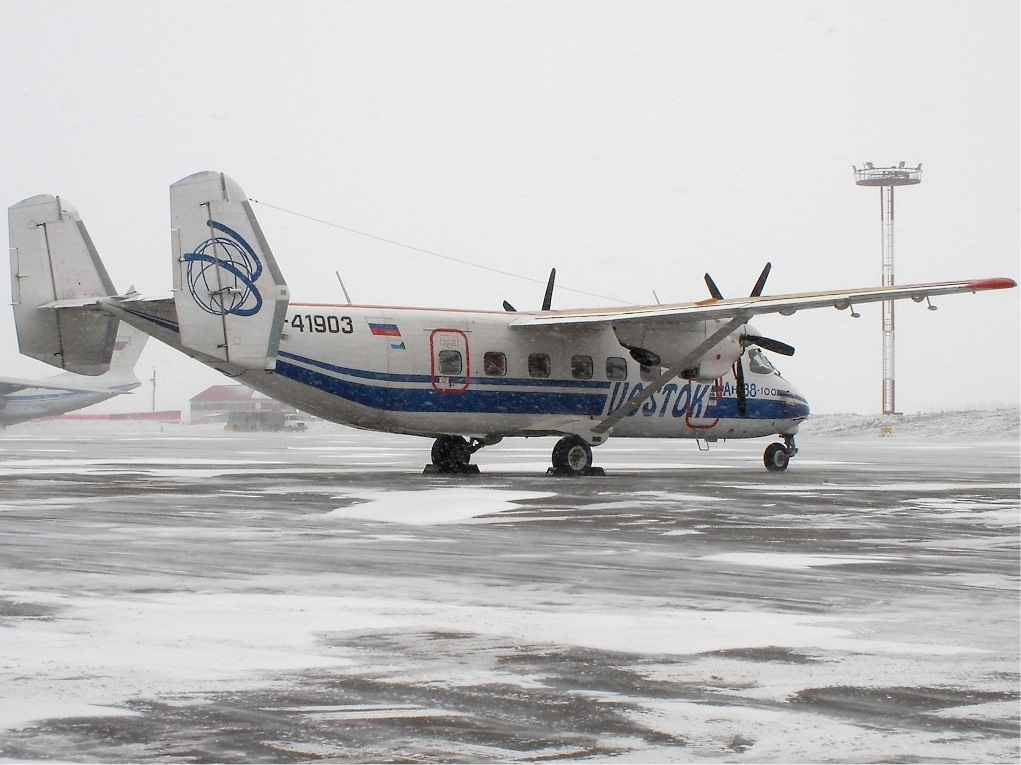
Parte posteriore del velivolo; si può notare il profilo della coda.
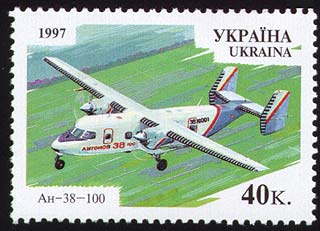
Francobollo ucraino che riproduce l'An-38.
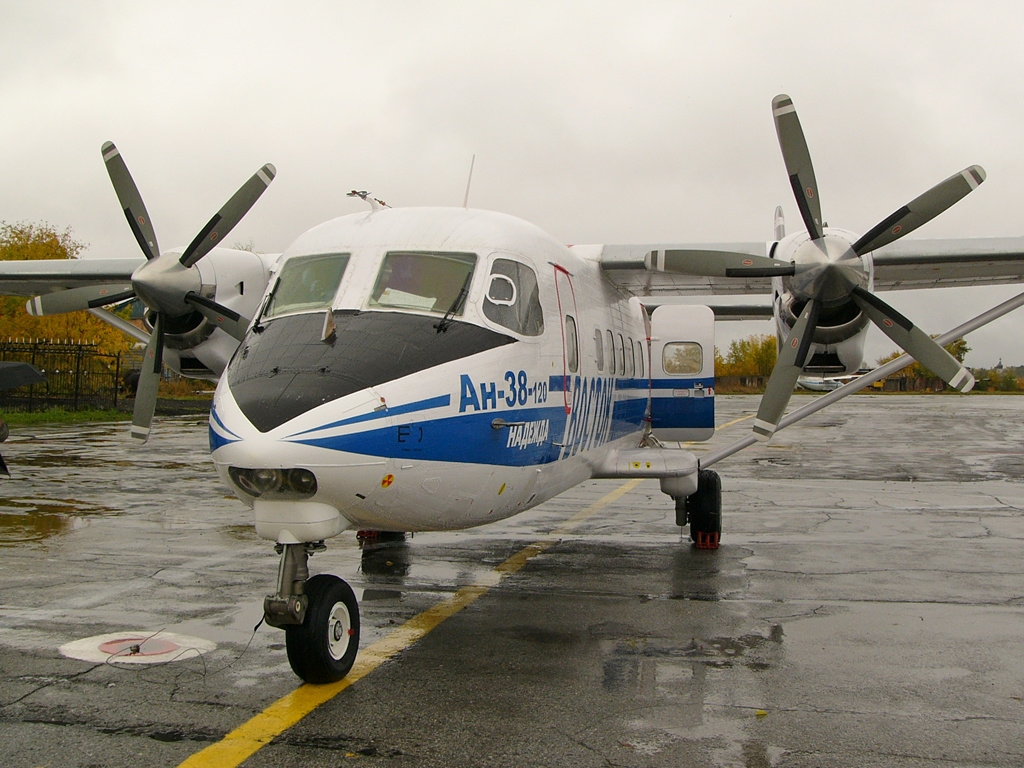
Parte anteriore del velivolo